# Väggarp
Väggarp is een plaats in de gemeente Eslöv in Skåne, de zuidelijkste provincie van Zweden. De plaats heeft 213 inwoners (2005) en een oppervlakte van 13 hectare.

## Inwoneraantal in verschillende jaren
| Jaar | Aantal inwoners |
| 1990 | 215             |
| 1995 | 225             |
| 2000 | 212             |
| 2005 | 213             |